# Tim Rose (Schauspieler)

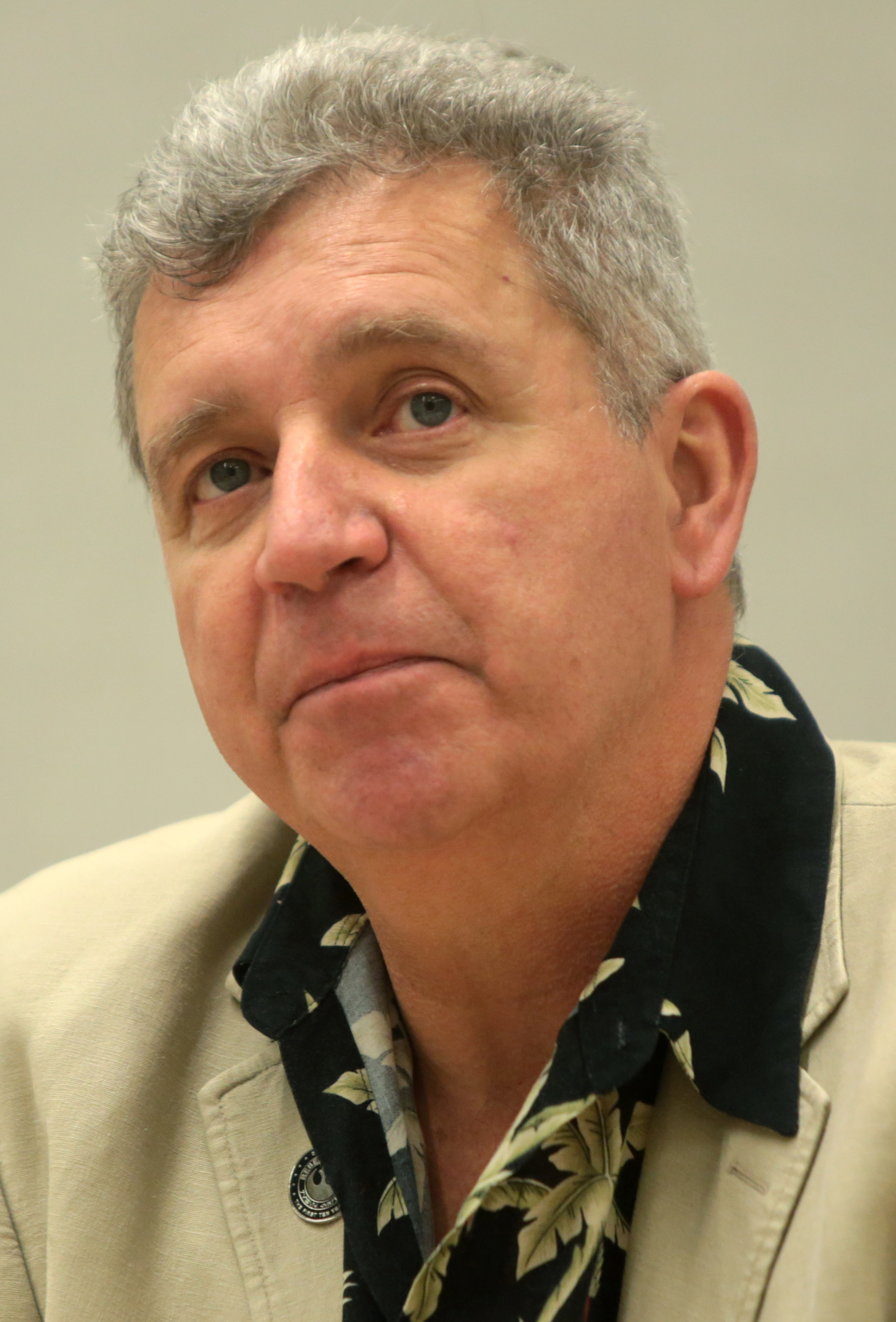
Tim Rose (2016)

Timothy Rose (* 17. Juli 1956 in Pittsfield, Illinois) ist ein US-amerikanischer Schauspieler, Puppenspieler und -Bastler.
Tim Rose erlernte die Schauspielerei in New York City. Ab 1977 wirkte er in der Serie Just Williams als Douglas mit. Anfang der 1980er kam er zur Truppe von Jim Henson, hier bastelte er Puppen, die er selbst bewegte. So arbeitete er kurzzeitig bei der Muppetshow mit und spielte die Figur SkekShod in Der dunkle Kristall. Für Star Wars steckte er in Die Rückkehr der Jedi-Ritter im Ganzkörperanzug des Admiral Gial Ackbar und spielte die Puppenmodelle Sy Snootles und Salacious Crumb. 
In der Serie Wizards vs Aliens spielte er die Figur König Nekross. Bei den Star-Wars-Fortsetzungen Das Erwachen der Macht und Die letzten Jedi war er wieder als Admiral Ackbar dabei.

## Filmografie (Auswahl)
- 1977–1978: Just Williams (Fernsehserie, 17 Folgen)
- 1982: Der dunkle Kristall (The Dark Crystal)
- 1983: Die Rückkehr der Jedi-Ritter (Return of the Jedi)
- 1985: Oz – Eine fantastische Welt (Return to Oz)
- 1986: Howard – Ein tierischer Held (Howard the Duck)
- 1989: Die Chroniken von Narnia: Prinz Kaspian & Die Reise auf der Morgenröte (Prince Caspian & The Voyage of the Dawn Treader, Fernsehserie, 5 Folgen)
- 2012–2013: Wizards vs Aliens (Fernsehserie, 26 Folgen)
- 2015: Star Wars: Das Erwachen der Macht (Star Wars: The Force Awakens)
- 2017: Star Wars: Die letzten Jedi (Star Wars: The Last Jedi)